# Fabrício Urio
Fabrício Becher Urio (Viadutos, 27 gennaio 1989) è un giocatore di calcio a 5 brasiliano naturalizzato italiano.

## Carriera
Robusto centrale difensivo dotato di un tiro potente, cresce tra Chapecó e Prudentópolis, dove il padre Dorival "Cate" Urio gestiva una scuola di calcio a 5 nella quale mossero i primi passi sia Fabrício sia il fratello maggiore Marlon. Nel 1997 entra nel settore giovanile dell'AABB Chapecó dove rimane fino a sedici anni quando si trasferisce in quello della Tubaronense. Divenuto maggiorenne raggiunge il fratello Marlon, a cui Fabrício dichiarerà di ispirarsi, nel campionato italiano accasandosi al Kaos Futsal in Serie B. Con la formazione Under-21 della società bolognese vince una Coppa Italia e un campionato di categoria, mentre con la prima squadra raggiunge velocemente la Serie A. Le buone prestazioni sia in prima squadra sia nell'Under-21 lo proiettano ben presto nel giro della Nazionale Under-21 e, tre anni più tardi, anche in quella maggiore. Il debutto avviene il 21 giugno 2011 in occasione dell'incontro inaugurale del torneo "Tre Nazioni", vinto dagli azzurri per 4-1 contro la Croazia. Due giorni più tardi mette a segno il primo gol in Nazionale, siglando il momentaneo 3-3 nella partita contro l'Argentina, conclusasi sul risultato di 5-5. Nonostante la stima dell'allenatore Capurso, nel dicembre 2013 si trasferisce al Fabrizio in Serie A2 per cercare la definitiva consacrazione. Dopo aver disputato un anno e mezzo a buon livello con la formazione calabra culminato con la salvezza, passando per i play-out, il 18 giugno 2015 passa a titolo definitivo alla Carlisport Cogianco che punta su di lui, con l'intento di imbastire una rosa competitiva e affidabile che possa ben figurare nella massima serie.

## Palmarès

### Competizioni giovanili
- Campionato italiano Under-21: 1
Kaos: 2010-11
- Coppa Italia Under-21: 1
Kaos: 2009-10

### Competizioni nazionali
- Campionato di Serie A2: 1
Petrarca: 2018-19 (girone A)